# مارکیزا دل تر
مارکیزا دل تر (انگلیسی: Marquesa del Ter؛ ۱۸۶۴ – ۲۹ آوریل ۱۹۳۶) نوازنده پیانو، مددکاری اجتماعی، فعال حقوق زنان اهل فرانسه بود. وی بین سال‌های ۱۹۱۴ تا ۱۹۳۸ میلادی فعالیت می‌کرد.